# Combate do Rio Apa
O combate do Rio Apa foi um confronto militar entre forças brasileiras e paraguaias em um fazenda próxima ao córrego de José Carlos, margem direita do rio Apa, Província de Mato Grosso, na fronteira entre os beligerantes, a 12 de maio de 1867.

## Combate
Durante a ocupação paraguaia da província, os invasores haviam dominado uma fazenda da região, mais tarde renomeada para Fazenda Marechal López, onde aconteceu o derradeiro combate. Lá, os paraguaios iniciaram o desenvolvimento de roças e criação de gado. Posteriormente, as forças brasileiras do 17.º Batalhão de Voluntários da Pátria, que mais tarde  fariam parte da campanha denominada Retirada da Laguna, se aproximaram da fazenda e iniciaram o confronto, no dia 12 de maio de 1867. Os paraguaios trataram de inutilizar a fazenda, por incendiarem as roças e fustigar o gado, para depois fugirem de lá. A ocupação ficou a cargo do tenente-coronel Enéias Galvão.